# 평창 유동리 오층석탑
평창 유동리 오층석탑(柳洞里 五層石塔)은 대한민국 강원특별자치도 평창군 평창읍 유동리에 있는 오층석탑이다. 1984년 6월 2일 강원특별자치도의 문화재자료 제30호로 지정되었다.

## 개요
1층 기단(基壇) 위에 5층의 탑신(塔身)을 올린 석탑이다.
기단의 밑돌과 맨 윗돌 윗면에는 연꽃을 조각하였다. 네 모서리에는 기둥 모양을 새겼고, 북쪽면에는 도깨비 얼굴 모습, 서쪽면에는 형체를 알 수 없는 형상의 조각이 있으며, 남쪽면에는 감실(龕室:불상을 모셔두는 방)을 파놓았다. 탑신은 1층 몸돌과 5층 지붕돌을 제외하면 모든 지붕돌이 위층의 몸돌과 한돌로 되어있다. 각 층의 몸돌에는 기둥모양을 새겨 놓았고 특히 1층 몸돌 남쪽면에는 문모양과 자물쇠가 조각되어 있다. 도톰한 지붕돌은 낙수면의 경사가 급하고, 네 귀퉁이에서 뾰족하게 치켜올라 갔으며, 밑면에 3단씩의 받침을 두었다. 꼭대기에는 후대에 만든 연꽃봉오리 모양의 머리장식이 놓여 있다.
전체적으로 1층 몸돌에 비해 2층 몸돌이 급격히 줄어들고 그 이상은 거의 줄지 않아 고려시대에 세운 탑으로 짐작된다.

## 참고 자료
- 유동리오층석탑 - 국가유산청 국가유산포털